# Edosa isocharis
Edosa isocharis är en fjärilsart som beskrevs av Edward Meyrick 1930. Edosa isocharis ingår i släktet Edosa och familjen äkta malar. Inga underarter finns listade i Catalogue of Life.